# إدغاردو فوينتيس
إدغاردو فوينتيس (بالإسبانية: Edgardo Fuentes) (18 أغسطس 1958 بسانتياغو في تشيلي - ) هو مدرب كرة قدم ولاعب كرة قدم تشيلي في مركز الدفاع. شارك مع منتخب تشيلي لكرة القدم. أما مع النوادي، فقد لعب مع كروز آزول وكلوب ليون ونادي بالستينو ونادي بويبلا ويونيون إسبانيولا ونادي موريليا الرياضي ونادي كوبريلوا.

## وصلات خارجية
- إدغاردو فوينتيس على موقع ناشيونال فوتبول تيمز (الإنجليزية)